# Janez Škof (1960)
Janez Škof, slovenski igralec, harmonikar in pevec, * 3. december 1960, Medvode. 

## Življenjepis
Škof je diplomiral na Akademiji za gledališče, radio, film in televizijo v Ljubljani. Akademijo je tekom študija zaradi ustvarjanja družine želel zapustiti, a se je naposled odločil študij v letniku Mileta Koruna in Matjaža Zupančiča dokončati. Bil je štipendist v SNG Nova Gorica, nadalje pa nastopil tako rekoč na vseh ljubljanskih in slovenskih gledaliških odrih, dolgo je bil član ansambla Slovenskega mladinskega gledališča, od leta 2003 pa je član in prvak Slovenskega narodnega gledališča Drama Ljubljana.
Kot harmonikar in pevec je zaslovel predvsem kot interpret poezije Daneta Zajca, sicer pa je tudi član glasbene skupine Čompe.
Čeprav je širšo medijsko prepoznavnost dosegel z vlogami v nekaterih televizijskih oddajah in nadaljevankah (Teater Paradižnik, Pravi biznis, Naša mala klinika, Trdoglavci itd.) in reklamnih spotih, je v strokovnih in gledaliških krogih cenjen kot interpret z močno notranjo željo in izrazno energijo. Leta 1994 je prejel naziv Žlahtni komedijant, leta 2005 pa je prejel Borštnikovo nagrado za naslovno vlogo v uprizoritvi Shakespeareove igre Kralj Edvard II. 
Leta 2018 je prejel Borštnikov prstan, najvišjo slovensko nagrado na področju gledališča.

### Zasebno
Živi v okolici Vrhnike. Poročen je z Nagiso Moritoki Škof, s katero ima tri otroke. Spoznala sta se pri študiju predstave Nikoli me ne vidiš tam, kjer te jaz vidim v Novem mestu. Iz prejšnjega razmerja ima sina, režiserja Luka Martina Škofa.